# Ganglions lymphatiques mésentériques inférieurs
Les ganglions lymphatiques mésentériques inférieurs sont constitués de :
- ganglions sur les branches des artères coliques et sigmoïdes gauches
- un groupe dans le mésocôlon sigmoïde, autour de l'artère réctale supérieure
- un groupe para-rectal en contact avec la couche musculaire du rectum

## Localisation
Les ganglions lymphatiques mésentériques inférieurs sont des ganglions lymphatiques présents dans tout l'intestin postérieur (« Hindgut » en anglais), c'est-à-dire allant du tiers distal du colon transverse à la jonction anorectale.

### Afférents
Les ganglions lymphatiques mésentériques inférieurs drainent les organes irrigués par l'artère mésentérique inférieure, à savoir les organes de l' intestin postérieur; ils reçoivent la lymphe du côlon descendant, du côlon sigmoïde et de la partie proximale du rectum.

### Efférents
Ils se drainent dans le réseaux lymphatique préaortique.

## Importance clinique
Le cancer colorectal peut métastaser au sein des ganglions lymphatiques mésentériques inférieurs. Pour cette raison, l’ artère mésentérique inférieure peut être ligaturée lors de la résection colo-réctale chez les personnes atteintes d’un cancer avec ganglions lymphatiques atteints.

## Images supplémentaires

Système lymphatique régional
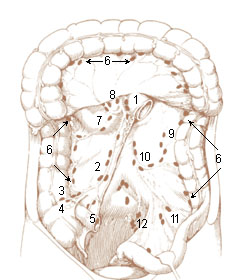
Ganglions lymphatiques du gros intestin et du bas-ventre